# Sergei Petrowitsch Botkin

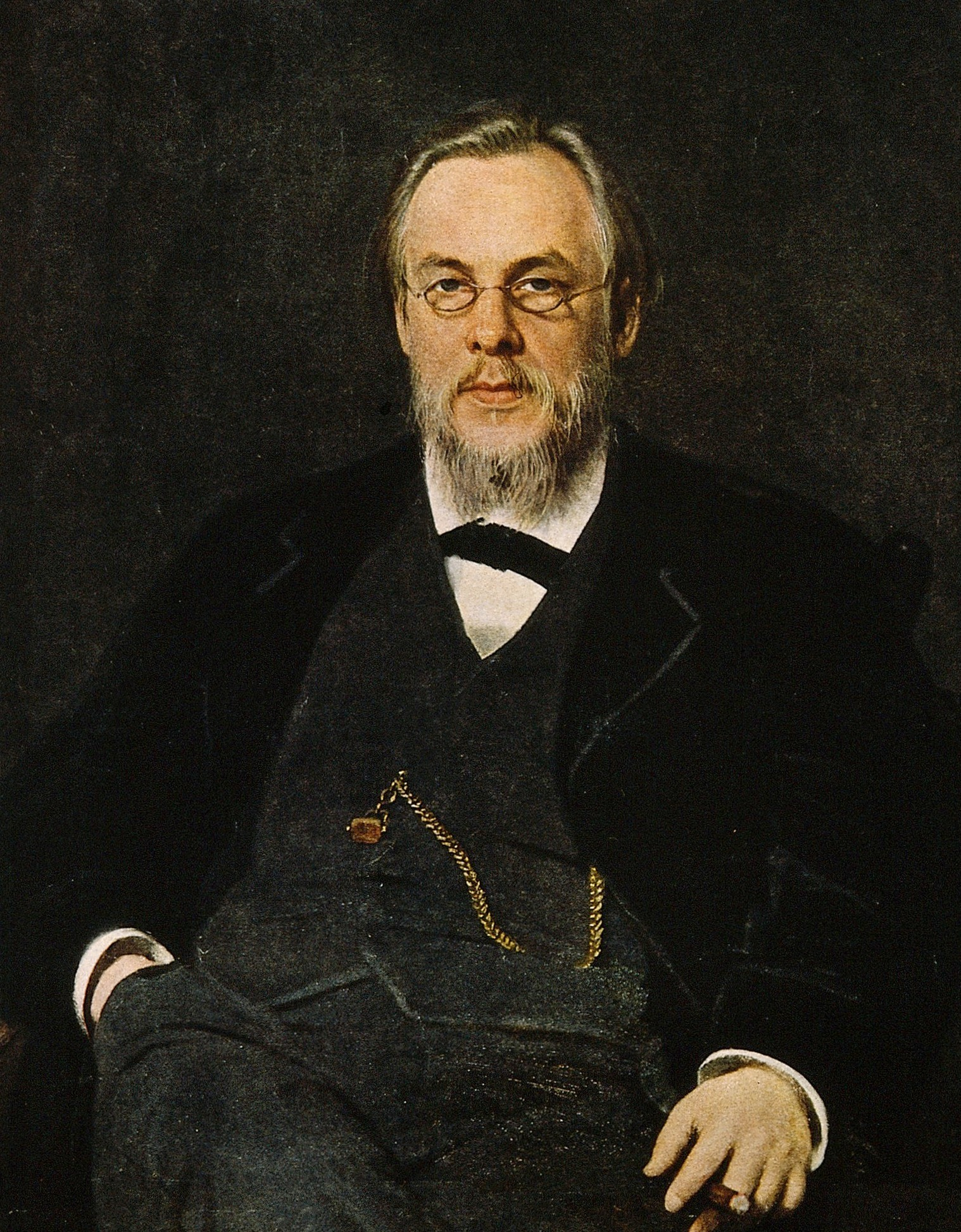
Sergei Petrowitsch Botkin

Sergei Petrowitsch Botkin (russisch Сергей Петрович Боткин; * 5. Septemberjul. / 17. September 1832greg. in Moskau; † 12. Dezemberjul. / 24. Dezember 1889greg. in Menton) war ein russischer Arzt, ein Pionier auf dem Gebiet der medizinischen Praxis und Ausbildung in Russland. Er führte die Triage, die pathologische Anatomie und die Post-mortem-Diagnose in Russland ein.
Nach einem Diplom an der Moskauer Lomonossow-Universität war er 1855 im Krimkrieg medizinischer Assistent von Nikolai Pirogow. 1861 wurde er Professor an der Medizinisch-Chirurgischen Akademie, wo später Pawlow sein Assistent wurde. Im Russisch-Türkischen Krieg 1877 war er etwa sieben Monate an der Front im Balkan.
Er war Leibarzt von Zar Alexander II. und Alexander III. Sergei Botkin war der Bruder des Schriftstellers Wassili Petrowitsch Botkin. Sein Sohn Jewgeni Botkin, Leibarzt von Zar Nikolaus II., wurde zusammen mit der Zarenfamilie 1918 in Jekaterinburg umgebracht.
Das Botkin-Krankenhaus in Moskau und das Botkin-Krankenhaus in Sankt Petersburg sind nach ihm benannt.